# Rosa Luxemburg
Rosa Luxemburg (lengyelül: Róża Luksemburg; Zamość, Kongresszusi Lengyelország, 1871. március 5. – Berlin, 1919. január 15.) lengyel születésű marxista politikai gondolkodó, szocialista filozófus és forradalmár. A lengyelországi és litvániai szociáldemokrata párt teoretikusa, majd a német szociáldemokraták (SPD) politikusa, később tagja lett a Független Szociáldemokrata Pártnak (USPD) is. A novemberi forradalom első napjaiban Karl Liebknechttel megalapította a Die Rote Fahne (A Vörös Zászló) című újságot, és egy forradalmi tömörülést, a Spartakus-szövetséget (Spartakusbund), amely a későbbi Németország Kommunista Pártja (Kommunistische Partei Deutschlands – KPD) magját képezte. A KPD élén részt vett a sikertelen 1919 januári Spartakus-felkelésben is, amelyet Gustav Noske hadügyminiszter a szabadcsapatokra, az ún. freikorps egységekre támaszkodva könyörtelen brutalitással vert le. Sok száz embert elfogtak, megkínoztak, majd kivégeztek, köztük Luxemburgot és Liebknechtet, akik a munkásmozgalom mártírjainak számítanak. Napjainkban követői a luxemburgista mozgalom tagjai.

## Élete

### Fiatalkora
Lengyelország orosz fennhatóság alatt álló részén, a Lublin közelében fekvő Zamośćban született, zsidó családban. A források nem egyeznek a születési évét illetően: amikor a zürichi egyetemre jelentkezett, curriculum vitaejében 1871-et jelölte meg születési éveként, 1887-es Abitur (érettségi) bizonyítványa 17 évesnek nevezi, ami 1870-es születést jelentene. Eliasz Luxemburg fakereskedő és Line Löwenstein ötödik gyermeke volt.
Miután családja Varsóba költözött, ott látogatta a leánygimnáziumot 1880-tól. Már 1886-ban tagja lett a baloldali Proletariat pártnak, amely 1882-ben, húsz évvel az oroszországi munkáspártok előtt alakult meg egy általános sztrájk szerveződése kapcsán. A párt négy vezetőjét kivégezték, így Luxemburg egy titkos csoporthoz csatlakozott.
1889-ben Svájcba ment, és a zürichi egyetemet látogatta olyan jelentős szocialistákkal együtt, mint Anatolij Vasziljevics Lunacsarszkij vagy Leo Jogiches. Egyszerre hallgatott filozófiát, történelmet, politikát, közgazdaságtant, matematikát. Speciális érdeklődési területei állam- és kormányformák, a középkor és a gazdasági és tőzsdei válságok voltak.
1890-ben eltörölték Bismarck szociáldemokratákat korlátozó intézkedéseit, így az SPD képviselői bekerülhettek a Reichstagba. Azonban ezekben a képviselőkben a forradalmi szellemiség egyre jobban a szélesebb parlamentáris jogok követelése és az anyagi jólét mögé szorult. Ezzel szemben Luxemburg tartotta magát eredeti marxista elveihez. 1893-ban Jogichesszel és Julian Marchlewskival megalapították a „A munkások ügye” (Sprawa Robotnicza) újságot, amely szembehelyezkedett a lengyel szocialista párt gyakran nacionalista törekvéseivel. Luxemburg úgy vélte: Lengyelország függetlensége csak egy németországi, ausztriai és oroszországi forradalom után vívható ki. Elsődleges céljának a kapitalizmus legyőzését tekintette, és nem a független Lengyelországot. Elutasította a nemzetek szocializmuson belüli önállóságát, amely később Leninnel is feszültségekhez vezetett.
Jogiches-szel (aki a szeretője is volt) megalapították a Lengyel Királyság Szociáldemokrata Pártját, amely később a Lengyel Királyság és Litvánia Szociáldemokrata Pártja lett. Annak ellenére, hogy felnőtt éveinek nagy részét német földön töltötte, a lengyel párt teoretikusa és szervezője volt.

### Politikai gondolkodóként

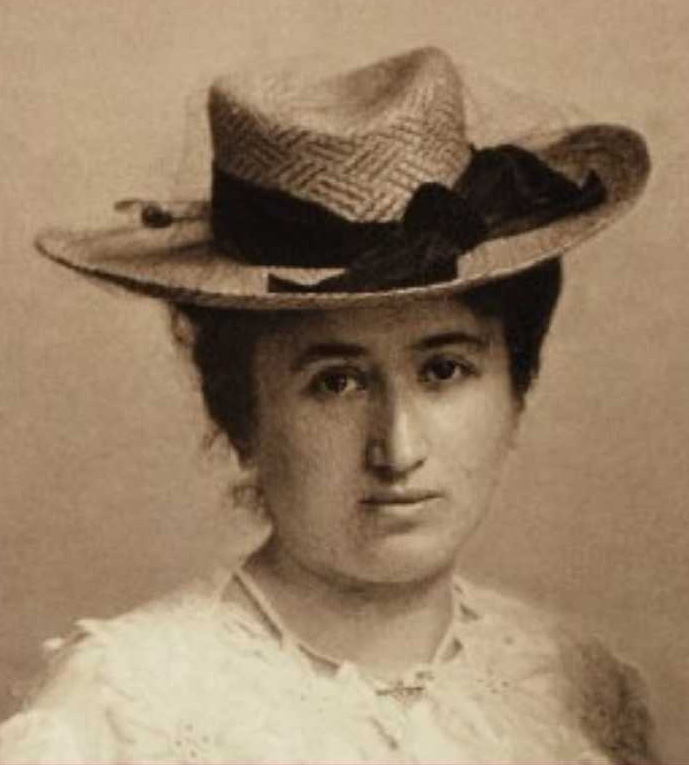
Rosa Luxemburg 1895-ben

1898-ban Gustav Lübeckkel kötött házassága révén német állampolgárságot szerzett, és Berlinbe költözött. Az SPD „balszárnyán” működött, 1899-ben „Szociális reform vagy forradalom?” című vitairatban támadta meg Eduard Bernsteint és a revizionizmust. Miközben tehetséges rétorként pártja egyik vezető szónoka lett, elkezdett szembekerülni az SPD egyre inkább konformistának tűnő politikai irányvonalával. Luxemburg sérelmezte, hogy a szociáldemokraták nem mennek elég egyértelműen szembe az egyre inkább háborúval fenyegető tendenciákkal, valamint úgy vélte, hogy a tőke és a munka kibékíthetetlen ellentéte csak a termelési rend teljes és forradalmi megváltoztatásával oldható fel. Ennek megfelelően követelte a revizionisták távozását az SPD-ből, amely nem valósult meg. Karl Kautsky pártvezetősége idején amellett, hogy még mindig elsődleges cél marad a képviselői helyek számának bővítése, legalább napirenden maradtak az eredeti marxista elvek.
A századfordulótól kezdve Luxemburg az aktuális gazdasági és társadalmi problémákkal kapcsolatos véleményét élesen megfogalmazta, cikkei jelentek meg egész Európa lapjaiban. Támadta a német militarizmust és imperializmust, lényegében előrevetítette a kitörő háborút, miközben megpróbálta elérni, hogy az SPD ellene politizáljon. Általános sztrájkot akart szervezni, pártja azonban elutasította, 1910-ben végleg szakított a Kautsky-féle irányvonallal.
1904 és 1906 között háromszor került börtönbe politikai szervezkedés miatt. Ez sem akadályozhatta meg politikai tevékenységének folytatásában: 1907-ben Londonban járt az orosz szociáldemokraták pártrendezvényén, itt találkozott Leninnel is; Stuttgartban a szocialista pártok kongresszusán a munkáspártok nemzetközi háborúellenes összefogása mellett szállt síkra.
Ebben az időben kezdett marxizmust és közgazdaságtant tanítani az SPD berlini pártiskoláján. Tanítványa volt a későbbi pártvezető, a weimari köztársaság első elnöke, Friedrich Ebert.
1912-ben Párizsban az európai szocialisták kongresszusán Jean Jaurès francia politikussal együtt kijelentette: ha kitör a háború, az európai munkáspártok készek egy általános sztrájk megszervezésére. Amikor 1914-ben már elkerülhetetlennek látszott a háború, például Frankfurtban szervezett tiltakozást. Egy év börtönre ítélték, de még ennek letöltése előtt konstatálta: még a szocialistákban is erősebb volt a nacionalizmus, mint az osztályöntudat.
Július 28-án az Osztrák–Magyar Monarchia Szerbia ellen, augusztus 3-án a Német Birodalom Oroszország ellen jelentette be a háború megindítását. A következő nap a Reichstag elfogadta, hogy a háborút hadikölcsönből (Kriegsanleihe) finanszírozzák. Az SPD képviselők megszavazták a rendelkezést, ráadásul belementek a Burgfriedenbe is, amellyel gyakorlatilag lemondtak a háború alatti sztrájkszervezésről. Luxemburg teljesen összetört: a revizionizmus, amely ellen 1899-től fellépett, győzött, és megindult a háború.
1914. augusztus 5-én Karl Liebknechttel, Clara Zetkinnel, Franz Mehringgel és másokkal létrehozták Internacionálé nevű csoportjukat, amely 1916 márciusában a Spartakus-csoport nevet vette fel, és megjelentetett néhány politikai vitairatot, mely később Spartakus-levelek néven vált ismertté. Maga Luxemburg a Junius nevet vette fel Lucius Iunius Brutus, a Római Köztársaság állítólagos alapítója után. Elutasították a háborút és az SPD lepaktálását, követelték az általános sztrájkot. Mindez június 28-án két és fél év börtön kiszabásába torkolt Luxemburg számára, szinte egyidőben Liebknechttel. Ez idő alatt Posenben és Breslauban raboskodott. „Junius” néven írt cikkeket, amelyeket barátai kicsempésztek, és illegálisan megjelentettek. Ezek között volt „Az orosz forradalom” is, amely számos ponton kritizálta a bolsevikokat, és felhívta a figyelmet arra, hogy az események könnyen diktatúrába torkollhatnak. (Többet nem követelte a proletárdiktatúrát, elítélte a bolsevik típusú egypártrendszert.) Ezt írta: „A szabadság mindig a másképp gondolkodók szabadsága” ("Freiheit ist immer die Freiheit des Andersdenkenden"). 1916 júniusában írta „A szociáldemokrácia válságá”-t (Die Krise der Sozialdemokratie).
1917-ben a háború támogatása miatt az SPD kettészakadt, s a Spartakus-csoport politikai és ideológiai önállóságának megtartása mellett csatlakozott az újonnan alakult Németország Független Szociáldemokrata Pártjához (USPD). A Kautsky által alapított háborúellenes csoportosulás az SPD-vel együtt került hatalomra 1918. november 9-én II. Vilmos lemondása után. A lemondás a 4-én Kielben megindult forradalmi eseményeket követte, amelyek nyomán 8-án már a nyugati országrész nagy része munkás- és katonatanácsok irányítása alatt állt. A mintát az 1905-ös és az 1917-es oroszországi forradalmak adták, így jött létre egyfajta tanácsköztársaság (Räterepublik).
November 8-án Luxemburg Breslauban szabadult, és a szintén a börtönt elhagyó Liebknechttel együtt november 11-én a Spartakus-csoport újjászervezésével megalakították a Spartakus-szövetséget, és elindították a Die Rote Fahne című lapjukat. Ennek egyik első cikkében Luxemburg amnesztiát követelt minden politikai okokból bebörtönzött számára, és követelte a halálbüntetést eltörlését.
Decemberben az USPD elhagyta a koalíciót, hogy tiltakozzon az SPD a „kapitalista status quo” fenntartását elfogadó kompromisszumai ellen.
Az új év első napján Luxemburg és Liebknecht javaslatára jött létre a kommunista és szocialista csoportosulásokat tömörítő párt, a Németország Kommunista Pártja (KPD). Luxemburg szorgalmazta részvételüket az alkotmányozó nemzetgyűlésen, amely a későbbiekben lerakta a weimari köztársaság alapjait, azonban leszavazták. Januárban megindult egy második forradalmi hullám, amelyet Luxemburg lapjuk vezércikkeiben támogatott.
A szociáldemokrata Friedrich Ebert a szélsőjobboldali szabadcsapatok, az ún. freikorps egységek bevetésével fojtotta el a megmozdulásokat. 15-én Luxemburgot és Liebknechtet letartóztatták, puskatussal leütötték, és fejbe lőtték. Luxemburg holttestét a közeli folyóba dobták (májusban került elő), Liebknechtét a közeli hullaházba vitték azonosítás nélkül. Egy freikorps-tagot később két év börtönre ítéltek tette miatt. Több száz KPD-tag esett a megtorlások áldozatául.

## Gondolkodásmódja, eszméi
Luxemburg gondolkodásában fontos szerepet kapott „az önszerveződés (spontaneitás) és a megszervezettség dialektikája” mint tudományos kérdés és mint olyan, amely nyilvánvalóan nagyban meghatározza, miképp érdemes vagy hogyan kell mozgalmakat létrehozni. Téziseiben spontánnak tekintette az alulról szerveződő, akár anarchista mozgalmakat, míg a megszervezett alatt a politikai pártokra hasonlító formát öltő osztályharcos szervezeteket értette. Dialektikus módon úgy vélte: a két forma nem szétválasztható, hanem egy folyamat különböző állomásait jelölik, ily módon nem is létezhetnek egymás nélkül; az elemi és spontán osztályharc továbblép egy magasabb szintre.
A munkásosztály minden országban csak a harcok folyamán tanul meg igazán küzdeni… Szociáldemokrácia… a proletariátus élcsapata, egy kis darab a dolgozó tömegekből; vér a vérükből és hús a húsukból. A szociáldemokrácia keresi és megtalálja az utakat és jelszavakat a munkások kifejlődő harcához, megadja az irányt, ami keresztül vezet ezen a küzdelmen.
Luxemburg a spontaneitást nem elvontságában ragadta meg: dialektikus elméletét az európai tömeges megmozdulások, különösen az 1905-ös orosz forradalom hatása alatt fejlesztette ki. Eltérően a II. Internacionálé szociáldemokrata ortodoxiájától, a szerveződést nem a történelmi szükségszerűségekbe való tudományos-elméleti betekintés eredményének fogta fel, hanem a munkásosztály harca termékének:
A modern proletár osztály harcát nem egy könyvekben vagy teóriákban megfogalmazott terv szerint vívja meg; a modern munkásharc része a történelemnek, része a szocialista haladásnak, és a történelem közepén, a haladás közepén, a harc közepén megtanuljuk hogyan kell harcolnunk… Pontosan ez az, ami megbecsülést érdemlő, pontosan ez az amiért ez a hatalmas szelete a kultúrának a munkásmozgalomban korszakmeghatározó: a munkások hatalmas tömegei először merítenek saját tudatosságukból, saját hitükből, sőt saját megértésükből a felszabadításuk fegyverei iránt.
Egy a forradalom előtt közvetlenül kiadott cikkében Luxemburg a februári forradalmat a proletariátus forradalmaként jellemezte, és úgy vélte, hogy a liberális burzsoázia a proletár erő megmutatkozása miatt szerveződött meg. Az orosz proletariátus következő feladatának az imperialista világháború befejezését tartotta, amellett, hogy harcoljanak az imperialista burzsoázia ellen. Az imperialista háború érlelte meg Oroszországot a szocialista forradalomra.
Egy börtönben írt, és halála után megjelent esszéjében (Az orosz forradalom) Luxemburg élesen bírálta a bolsevikok politikai gyakorlatát. 
A bolsevikok despotikus és opportunista módszereit, amelyeket a parasztsággal (és a munkássággal) szemben alkalmaztak a marxi elvekhez – konkrétan az 1850-ben megfogalmazott permanenes forradalom elvéhez – ragaszkodva kritizálja. Marx érvei szerint a munkásosztály forradalmi pártjának nem pártállamot kell létrehoznia, hanem sokkal inkább a radikális demokrácia keretei között kell megszerveződnie (munkástanácsok), felfegyvereznie és megvédenie (milíciák) magát. Így kell a szocialista politikai programot erősítenie, kiterjeszteni a munkások jogait. Luxemburg szerint a bolsevikok, elmulasztva a marxi stratégia követését, a következő veszélyeket és problémákat okozták a forradalom számára:
- túlbürokratizáltság
- éhezés a városokban
- a forradalmi katonai erő meggyengülése
- Breszt-litovszki béke

### Magyarul megjelent művei
- Tömegsztájk; előszó Lukács György; Arbeiter-Buchhandlung, Wien, 1921
- Levelek a börtönből; ford. Lengyel József; Europa, Wien, 1922 (Európa ismeretterjesztő könyvtár)
- Levelek a börtönből; ford. Gordon Éva; Szikra, Bp., 1954
- Válogatott beszédek és írások, 1-2.; bev. Wilhelm Pieck; Kossuth, Bp., 1958–1960 
  - 1. köt.; ford. Rózsa István; 1958
  - 2. köt.; ford. Nyilas Vera; 1960
- Irodalmi és művészeti írások; ford. Lissauer Zoltán, bev. Szerdahelyi István; Gondolat, Bp., 1975
- A szakszervezetek és a tömegsztrájk; ford. Nyilas Vera, Petri György, Rózsa István, vál., szerk., utószó, jegyz. Hamburger Mihály; Táncsics, Bp., 1976
- A tőkefelhalmozás. Adalékok az imperializmus gazdasági magyarázatához; ford. Dalos György; Kossuth, Bp., 1979
- Marxizmus, szocializmus, demokrácia. Tanulmányok, cikkek, beszédek; vál., bev. Vörös Gyula, ford. Glavina Zsuzsa, Nyilas Vera, Rózsa István; Gondolat, Bp., 1983 (Politikai gondolkodók)
- Tömegsztrájk. Tömegsztrájk, párt és szakszervezetek; ford. Csordás Gábor, előszó Lukács György, utószó Csepregi Dávid; Open Books, Budapest, 2023 (Bázis könyvek)

### Róla íródott
- Stephen Eric Bronner: Rosa Luxemburg: A Revolutionary for Our Times, 1984
- Elzbieta Ettinger: Rosa Luxemburg: A Life, 1988
- Paul Frölich: Rosa Luxemburg: Her Life and Work, 1939
- Norman Geras The legacy of Rosa Luxemburg, 1976
- Klaus Gietinger: Eine Leiche im Landwehrkanal – Die Ermordung der Rosa L. Verlag 1900, Berlin 1995 ISBN 3-930278-02-2
- Klaus Gietinger: The Murder of Rosa Luxemburg, Verso 2019 ISBN 9781788734486
- Peter Hudis (Editor), Kevin B. Anderson: The Rosa Luxemburg Reader, 2004
- J. P. Nettl, Rosa Luxemburg, 1966 – long considered the definitive biography of Luxemburg
- Donald E. Shepardson: Rosa Luxemburg and the Noble Dream, New York 1996
- Raya Duayevskaya: Rosa Luxemburg, Women's Liberation, and Marx's Philosophy of Revolution, New Jersey, 1982

## Lásd még
- Első világháború
- Clara Zetkin
- Karl Liebknecht
- Paul Levi
- Spartakus-felkelés
- Kommunizmus
- Luxemburgizmus

## Fordítás
- Ez a szócikk részben vagy egészben  a   Rosa Luxemburg című angol Wikipédia-szócikk fordításán alapul.  Az eredeti cikk szerkesztőit annak laptörténete sorolja fel. Ez a jelzés csupán a megfogalmazás eredetét és a szerzői jogokat jelzi, nem szolgál a cikkben szereplő információk forrásmegjelöléseként.
- Ez a szócikk részben vagy egészben  a   Rosa Luxemburg című német Wikipédia-szócikk fordításán alapul.  Az eredeti cikk szerkesztőit annak laptörténete sorolja fel. Ez a jelzés csupán a megfogalmazás eredetét és a szerzői jogokat jelzi, nem szolgál a cikkben szereplő információk forrásmegjelöléseként.

## Galéria

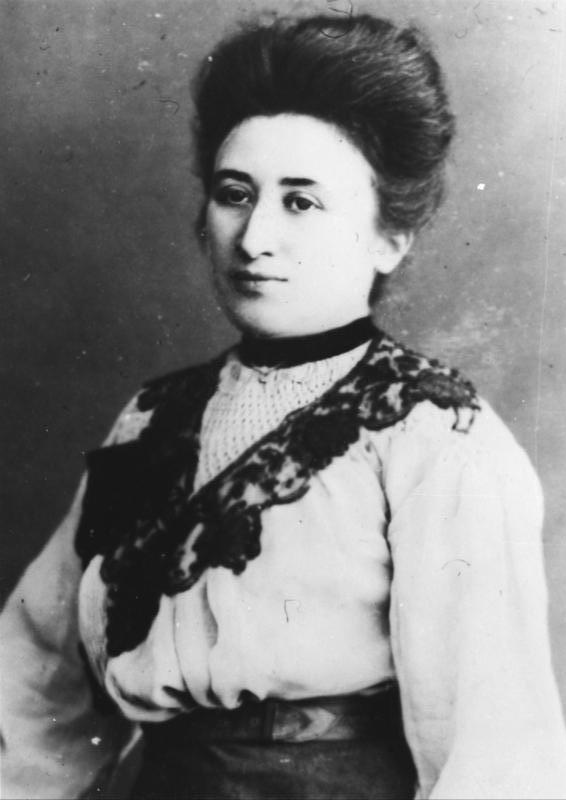
Rosa Luxemburg (1915)
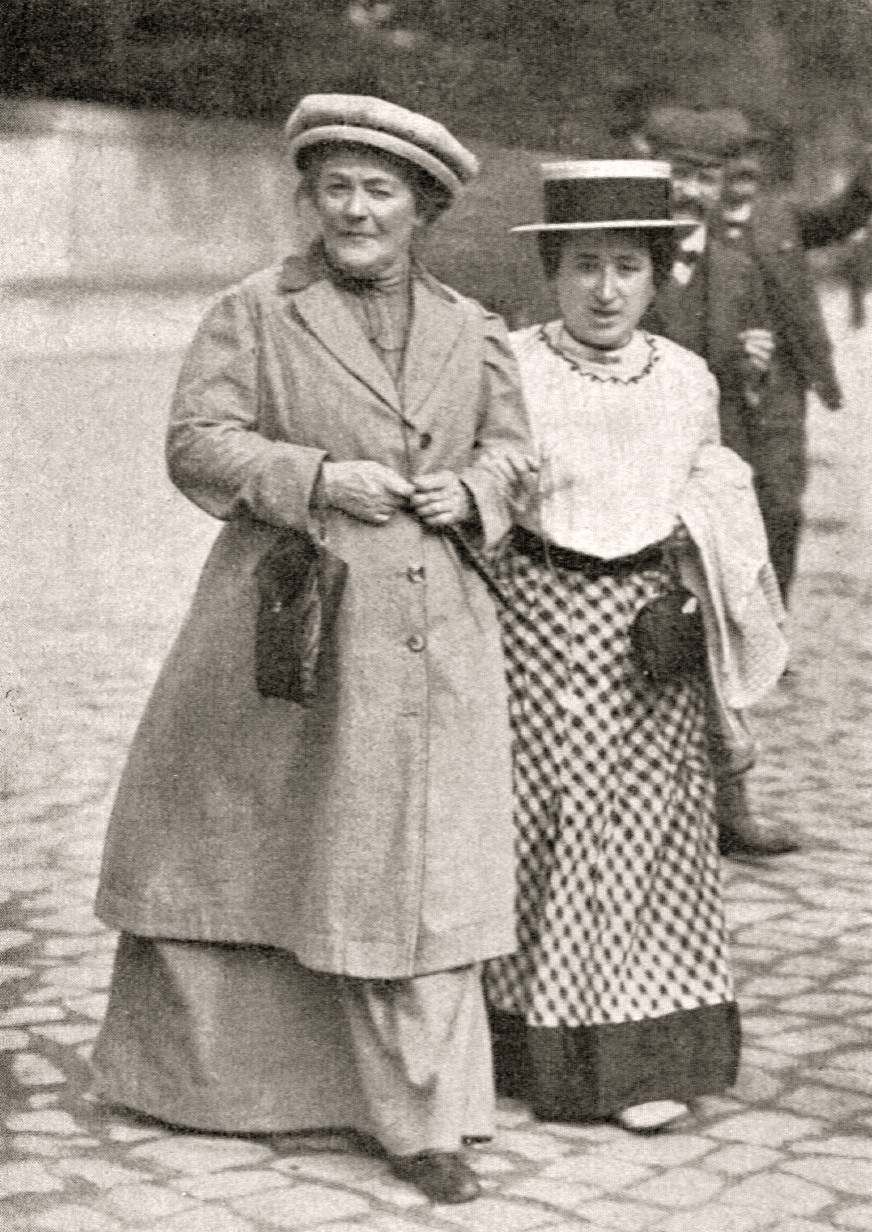
Rosa Luxemburg (jobbra) Clara Zetkinnel 1910-ben